# Valletta
La Valletta, populație 9.129 (1994), este capitala Maltei. La Valletta este o așezare din secolul al XVI-lea, cu multe clădiri din timpul Cavalerilor Maltezi, conducătorii de lungă durată ai orașului. Este numit după fondatorul său, marele maestru Jean de la Valletta. În malteză este cunoscut în limbajul colocvial ca il-Belt, însemnând "orașul". Cetatea a fost avariată în timpul raidurilor aeriene din Al Doilea Război Mondial.
La Valletta este construită pe o peninsulă, în care se află două porturi naturale, Marsamxette și Portul Mare. Orașul a fost fondat în 1566 prin construirea unei biserici.
În La Valetta se află mai multe biserici, cea mai remarcabilă fiind Catedrala Sfântul Ioan, în trecut Biserica Cavalerilor. Alte atracții turistice sunt Palatul Marilor Maeștri (acum Parlamentul Maltez) și un Muzeu Național de Arte Frumoase.
Orașul La Valletta a fost înscris în anul 1980 pe lista patrimoniului cultural mondial UNESCO.
Numele Republicii Malta și al capitalei sale, Valletta, este strâns legat de cel al cavalerilor Ioaniți, cunoscuți și ca Ordinul Ospitalierilor. Instituit în 1099, acest ordin militar cavaleresc a primit numele Sfântului Ioan după biserica din Ierusalim. De fapt Sfântul Ioan era patronul acestor cavaleri ale căror acțiuni au stat inițial sub semnul cruciadelor. Era vorba de un grup de călugări, plecați de bună voie în Țara Sfântă, pentru a-i ajuta pe bolnavi și pe credincioșii pelerini aflați în suferință.
Călugării, deveniți „Ospitalierii Sfântului Ioan” au fost confirmați de papa în 1113, și au devenit apoi protectorii celor care porneau la drum lung. Pe la mijlocul secolului al XII-lea ordinul a început să fie condus de un mare maestru. Venind din cele mai nobile familii creștine, călugării au fost obligați să părăsească Ierusalimul după recucerirea acestuia de către Saladin, în 1187, și s-au instalat rând pe rând în Margat, Acra, Cipru și în cele din urmă în Rhodos, unde au rămas vreme îndelungată numindu-se chiar „Cavaleri de Rhodos”.
În 1522 au fost însă obligați să plece, insula fiind cucerită de Soliman Magnificul. În 1530 Carol Quintul le-a oferit Malta, în schimbul unui tribut anual, constând într-un șoim de vânătoare. Până în 1798 când au fost alungați de aici, acești călugări militari deveniți „Cavaleri de Malta” și temuți în lumea creștină și-au pus puternic amprenta asupra locurilor.